# Ларицате (Верчели)
Ларицате је насеље у Италији у округу Верчели, региону Пијемонт.
Према процени из 2011. у насељу је живело 62 становника. Насеље се налази на надморској висини од 134 м.